# Tripterospermum hirticalyx
Tripterospermum hirticalyx là một loài thực vật có hoa trong họ Long đởm. Loài này được C.Y. Wu & C.J. Wu miêu tả khoa học đầu tiên năm 1984.